# سرخس أبلاشي
سرخس أبلاشي (الاسم العلمي: Polypodium appalachianum) هو نوع نباتي يتبع جنس السرخس من فصيلة السرخسية.